# Derek Connolly
Derek Connolly (* 1976 in Miami, Florida) ist ein US-amerikanischer Drehbuchautor und Filmproduzent.

## Leben
Connolly wurde in Miami geboren. Dort besuchte er auch die Palmetto High School. Später zog Connolly nach New York, wo er an der Tisch School of the Arts studierte. Auch freundete er sich dort mit den späteren Filmregisseur und Drehbuchautor Colin Trevorrow an, während beide als Praktikanten bei Saturday Night Live tätig waren.
Seitdem arbeitet er zusammen mit Trevorrow an dessen Filmen. So schrieb er an den Drehbücher von Trevorrows Werken Journey of Love (2012), Jurassic World (2015) und Jurassic World: Das gefallene Königreich (2018) mit. Ebenso sollte er ursprünglich gemeinsam mit Trevorrow das Drehbuch zu Star Wars: Der Aufstieg Skywalkers verfassen. Da Trevorrow das Projekt jedoch verlassen musste, wurde das Drehbuch der beiden verworfen. J. J. Abrams übernahm jedoch Teile der Geschichte, sodass Connolly letztendlich einen „Story“-Credit bekam.
Connolly verfasste auch das Drehbuch zur Realfilmverfilmung von Pokémon, Pokémon Meisterdetektiv Pikachu (2019).

## Filmografie
- 2005: Gary: Under Crisis (Kurzfilm)
- 2012: Journey of Love – Das wahre Abenteuer ist die Liebe (Safety Not Guaranteed, auch Produzent)
- 2015: Jurassic World
- 2016: Monster Trucks
- 2017: Kong: Skull Island
- 2018: Pacific Rim: Uprising (nicht im Abspann)
- 2018: Jurassic World: Das gefallene Königreich (Jurassic World: Fallen Kingdom)
- 2019: Pokémon Meisterdetektiv Pikachu (Pokémon Detective Pikachu)
- 2025: Deep Cover